# Mœuvres
Mœuvres település Franciaországban, Nord megyében. Lakosainak száma 493 fő (2022. január 1.). Mœuvres Marquion, Inchy-en-Artois, Sains-lès-Marquion, Bourlon, Boursies és Graincourt-lès-Havrincourt községekkel határos.

## Népesség
A település népességének változása:
| Lakosok száma | 417  | 445  | 462  | 465  | 474  | 481  | 485  | 489  | 493  |
|               | 2013 | 2015 | 2016 | 2017 | 2018 | 2019 | 2020 | 2021 | 2022 |